# المرأة في ماليزيا
تحصل المرأة الماليزية على الدعم من الحكومة الماليزية فيما يتعلق بحقوقها في التقدم واتخاذ القرارات والرعاية الصحية والاجتماعية إضافة إلى إزالة العوائق القانونية. ولقد كفلت الحكومة الماليزية هذه الحقوق من خلال إنشائها لوزارة الوحدة الوطنية والتنمية الاجتماعية في عام 1997 (والتي كانت تعرف سابقا في 1993 بأمانة شؤون المرأة أو حواء). بعد ذلك تم إنشاء وزارة شؤون المرأة في عام 2001 للاعتراف بدور المرأة الماليزية ومساهمتها في المجتمع.

## حقوق المرأة
صدَّقت الحكومة الماليزية اتفاقية القضاء على جميع أشكال التميز ضد المرأة في عام 2010 ولكن مع بعض التحفظات وذلك جاء بعد الاستعراض الشامل لماليزيا من الأمم المتحدة في عام 2009. وضع المرأة في البلاد أصبح معقد بعض الشيء ويعتمد بشكل جزئي على ديانتها وعلى المنطقة أو الإقليم الماليزي الذي تربت فيه وهي عوامل تؤثر على بعض المسائل القانونية. كما تخضع قوانين حقوق المرأة إلى اختلافات عقائدية ما بين التفسيرات المحافظة والليبرالية للإسلام والعلمانية.

## محكمة الشريعة
تسمح الشريعة للرجل بأن يتزوج بأكثر من مرأة على أن يكون هو المسؤول الوحيد لتلبية حاجات زوجاته، وفي قضايا الميراث فأن الرجل يرث أكثر من المرأة، علما أن الشريعة التي تعطيه هذه الحقوق توجب عليه تأمين كل نفقات أولاده وزوجاته بمحبة بحيث يقوم ببذل قصارى جهده من أجلهم. تتمتع المرأة الماليزية المسلمة وغير المسلمة في الولايات الأربعة بالمساواة في حقوق الوالدين. وقد يكون هناك تمييز في التوظيف ضد النساء لكن هذا لا يرجع إلى أي حكم في الإسلام. على سبيل المثال في ولاية كندا لا تقوم المرأة بأداء أي عمل في بيئة مختلطة بل يجب أن تكون عند النساء فقط.

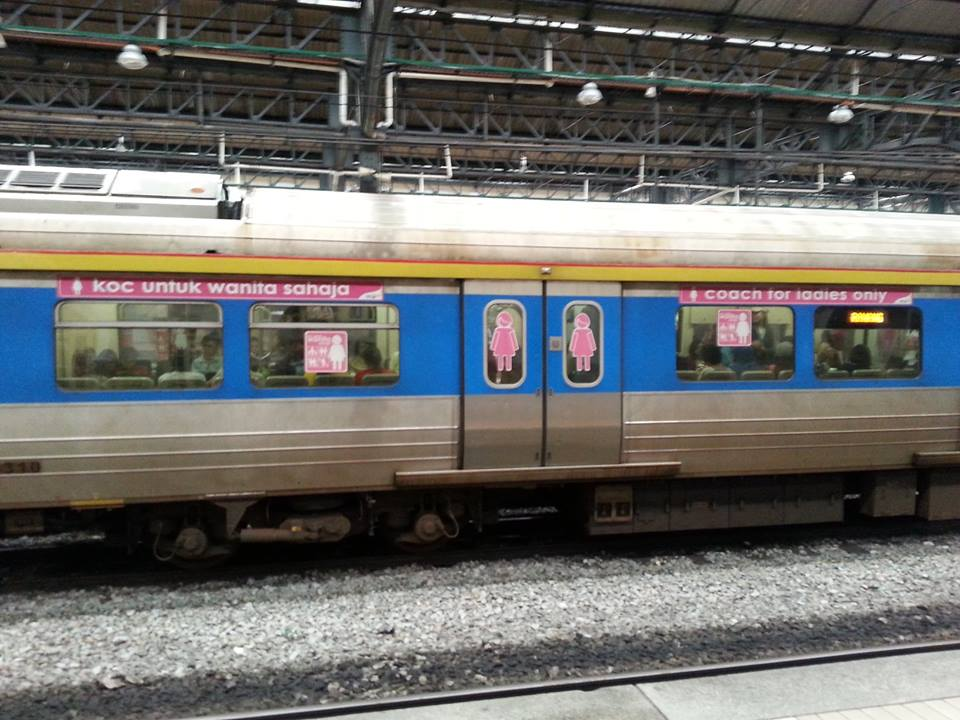
عربات القطار الخاصة بالنساء فقط في محطة كولالمبور

## التحرش الجنسي
يعد التحرش الجنسي شائع في ماليزيا ومنذ عام 2010 وضعت قاطرات وردية اللون للنساء فقط في قطارات السكة الحديدية وذلك للحد من هذا العمل. كما أن هنالك حافلات خاصة للنساء فقط في كولالمبور منذ عام 2010. وفي عام 2011 أطلقت الحكومة الماليزية خدمة سيارات الأجرة الخاصة بالنساء فقط وذلك في ولاية كولالمبور، تعمل سيارات الأجرة بالأساس على نظام المكالمات ويكون السائق لهذه السيارات امرأة.

## تشويه الأعضاء التناسلية للإناث (الختان)
يمارس الختان في ماليزيا بحيث 90% من نساء العائلات المسلمة مررن بهذا الأمر. ولقد ذكرت العائلات الأسباب وراء قيامها بالختان لبناتهم وهي أنه واجب ديني ومن أجل النظافة والممارسات الثقافية إضافة لاعتقادهم أنه يمنع ممارسة الجنس قبل الزواج.
ولكن الختان الذي يطبق في البلاد ليس بليغا كما في الدول الأخرى كشمال إفريقيا إذ أنه مجرد قطع طفيف. وينظر إلى الختان أانه واجب ديني على نطاق واسع، ففي عام 2009 أصدرت لجنة الفتوى والشؤون الدينية والإسلامية في المجلس الوطني فتوى أن ختان المرأة كان واجبا على المسلمين ولكن يجب تجنب الأشكال المؤذية والضارة عند القيام به.

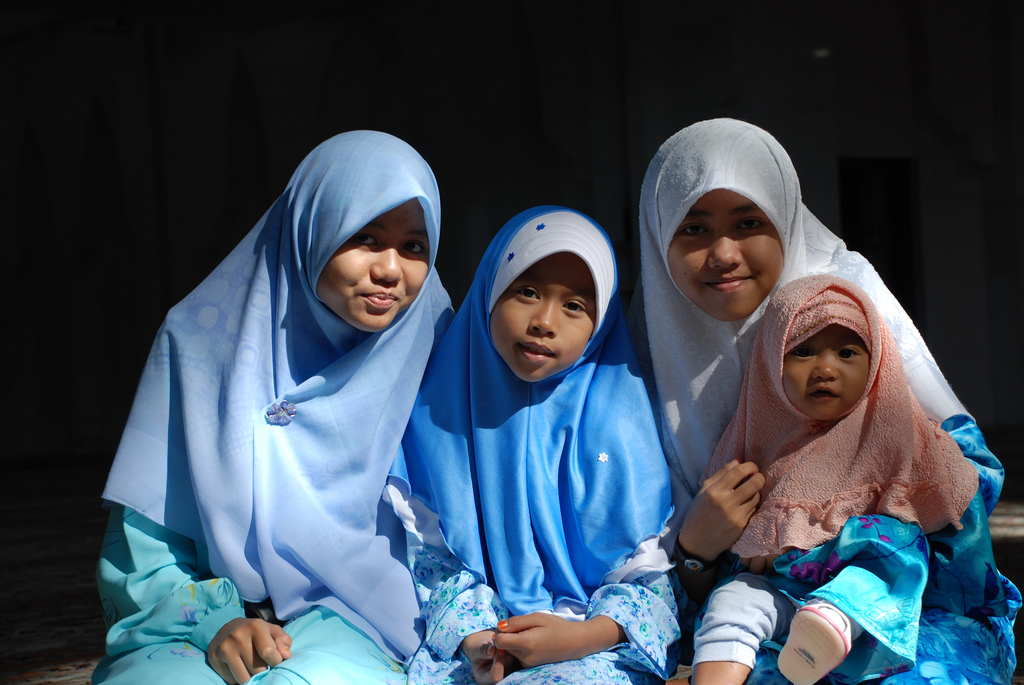
فتيات ماليزيات

## الزواج والحياة العائلية
هنالك الكثير من القيود في زواج المرأة الماليزية بالرغم من أن بعضا من حقوقها محفوظه. ووفقا لقانون العائلة المسلمة صيانة الزوجة من قبل زوجها مشروطة بطاعتها له. تنص المادة 59(2) وفقا لحكم سيراك وإقرار المحكمة لا تمتلك الزوجة حق الصيانة من زوجها عندما ترفض الانصياع لرغبات زوجها أو أوامره بشكل غير معقول. وهذا يشمل عددا من الأمور أ) عند عدم موافقتها أو امتناعها عن معاشرة زوجها. ب) عند مغادرتها بيت زوجها رغما عنه. ج)عند رفضها للانتقال معه إلى منزل أو مكان آخر دون سبب وجيه «وفقا لحكم سيراك». ومع ذلك، فإن بعض حقوق الزوجة (فيما يتعلق بالممتلكات، القضايا المعروضة على المحاكم، والحسابات المصرفية) محمية بموجب قانون المرأة المتزوجة لعام 1957 (مادة 450)، مادة 4 استحقاق النساء المتزوجات.

## التعليم
للمزيد من المعلومات: التعليم في ماليزيا
إن معدل الإلمام بالقراءة والكتابة أقل لدى الإناث (90.7٪) مقارنة بالذكور (95.4٪) وجمعت هذه التقديرات اعتبارا من عام 2010، على السكان الذين تتراوح أعمارهم بين 15 سنة وما فوق. وفي السنوات الأخيرة استثمرت ماليزيا في التعليم لكلا الجنسين ونتيجة لذلك ازداد عدد الفتيات الدارسات في الجامعة حاليا.

## العنف الأسري
تمتلك النساء الماليزيات نوع من الحماية ضد العنف الأسري ضمن قانون العنف الأسري 1994، بموجب قانون العقوبات، والذي ينص على أن للنساء الحق في اتهام أزواجهن عند قيامهم بتصرفات مسيئة كالعنف الجسدي أو التهديدات. والجريمة الجنائية الوحيدة التي يكون فيها إعفاء زوجي هو الاغتصاب (مادة 375). الاغتصاب الزوجي (هو القيام بالجماع دون تراضي أحد الطرفين في إطار الزواج) وهو ليس بحد ذاته أمر غير قانوني ولكن الرجل الذي «يسبب الأذى أو الخوف من الموت أو يؤذي زوجته أو أي شخص أخر من أجل الحصول على العلاقة الجنسية مع زوجته» فإنه يعتبر مرتكبا لجريمة وذلك بموجب قانون العقوبات المادة 375أ. ووفقا لإحدى الدراسات فإن 39% من النساء فوق 15 من العمر قد تعرضوا لسوء المعاملة جسديا من قبل شركائهن. ولقد زاد الاهتمام بالعنف الأسري كثيرًا وذلك لكونها قضية عامة وبسبب ذلك قدمت جمعية العون النسائية خدمة الرسائل القصيرة (SMS) لمساعدة ضحايا العنف الأسري. هناك اختلاف في مسألة العنف الأسري وكيف يعد تصرف ما «عنفا أسريا» بين موجب قانون العنف الأسري 1994 أو بموجب قانون العقوبات. وهذا يعتمد على تفسير المصطلحات القانونية في كيفية ارتباط العنف الأسري بقوانين الزواج والتي تتطلب من الزوجة طاعة مطالب زوجها المشروعة بشكل كامل. وما بين كيفية ارتباط قانون العنف الأسري 1994 بموجب قانون العقوبات ومحكمة الشريعة.